# Ларсон, Бри
Бриа́нна Сидо́ни Деса́нье (англ. Brianne Sidonie Desaulniers; род. 1 октября 1989, Сакраменто, Калифорния, США), известная как Бри Ла́рсон (англ. Brie Larson) — американская актриса, певица и кинорежиссёр. Обладательница премий «Оскар», BAFTA, «Золотой глобус» и «Эмми».

## Биография
Родилась в Сакраменто, штат Калифорния. Она старшая дочь Сильвена и Хизер Десанье. Её родители были хиропрактиками и вместе проходили практику. Они развелись, когда Бри была ещё ребёнком. Позже Бри вместе с матерью и младшей сестрой Милэйн переехала в Лос-Анджелес. Ларсон обучалась актёрскому мастерству в Американской консерватории театра в Сан-Франциско. Первым языком, который знала Бри, был французский. В интервью журналу «Glamour» Бри рассказала, что взяла псевдоним Ларсон, потому что фамилия Десанье (девичья фамилия её прабабушки) достаточно труднопроизносимая. Бабушка и дедушка Бри были франкоканадцами. Бабушка по отцовской линии Габриэль Десанье умерла в декабре 2015 года.
Первая работа Ларсон была в ток-шоу «Ночное шоу с Джейем Лено». Вскоре после этого, она была выбрана на роль в сериале «Шиммель», который был отснят, но не вышел в эфир, так как прямо перед съёмками Роберту Шимеллю был поставлен диагноз — рак. Вскоре она появилась на канале Fox, а три недели спустя прослушивалась для нового шоу на WB, которое в то время называлось In Your Dreams, где Ларсон получила роль Эмили. Показ был назначен на осенний сезон 2001—2002 и был переименован в «Raising Dad», но сериал был отменён в конце сезона, поскольку не смог пройти прослушивание для нового сезона. Ларсон появилась на ABC в сериале «Королева экрана», но она и некоторые другие актёры были сняты с ролей.
В начале 2003 года Бри начала продвигать песни через сайт и уже планировала выпустить альбом. 8 августа 2003 года Бри подписала контракт с Universal Records и с Casablanca Records 19 сентября 2007 года. В том же году она разместила другой трек под названием «Не Freak» и сняла клип на неё. Песня была доступна для покупки в Интернете. В конце весны 2004 года Бри удалила все песни на своём веб-сайте из-за окончания срока контракта с лейблом и процесс производства новой музыки для её первого альбома был сорван. В октябре 2004 года первый сингл с её дебютного альбома, «She Said», был доступен для прослушивания через её официальный сайт. Бри начала продвигать сингл и скоро отправилась в тур. Кроме того, она спела «Ugly» и «Loser in Me». В декабре 2004 года сингл был доступен для скачивания на iTunes, в то время как CD-диск был выпущен 11 января 2005 года, в тот же день сингл вышел на радио.
В том же 2003 году Ларсон сыграла роль Кортни Эндерс в фильме канала Disney Channel «Звёздная трасса», который был основан на реальных событиях. В июле 2004 года она снялась в фильме «Ночная тусовка». Она также получила небольшую роль в фильме «Из 13 в 30». Ларсон также появилась в фильме «Крик совы» с Логаном Лерманом и Коди Линли. В 2007 году Ларсон озвучила персонажа в мультфильме «Фарс пингвинов», а также сыграла Энджи в комедии «Ошеломление». В 2008 году Ларсон появилась в короткометражном фильме «The Babysitter», автор сценария и режиссёр.
Летом 2005 года Ларсон гастролировала с лейблом Hollywood Records, а также был концерт для Kiss FM для более чем 20000 человек. К концу лета Ларсон также присоединилась к Teen People’s Rock 'n Shop Tour. «Whatever» был объявлен её вторым синглом, но был отменён.
24 мая 2005 года её рекорд-лейбл выпустил Finally Out of P.E. — The DVD. Диск включал видео на песню «She Said» и «Making of the Video», а также выступления Ларсон. Её дебютный альбом, Finally Out of P.E, был выпущен 18 октября и был продан в количестве 3500 копий в США.
Ларсон выпустила следующий сингл, «Life After You». 27 июня песня дебютировала на AOL’s Kids Online. Она также спела композицию «Hope Has Wings» для фильма «Барби: Волшебство пегаса». Музыкальное видео с исполнением песни появилось в качестве бонуса на DVD-диске с фильмом.
В 2006 году Ларсон написала и исполнила песню «Coming Around» для саундтрека к фильму «Крик совы». Саундтрек вошёл в Billboard 200.
С 1 марта 2006 года Ларсон проводила сет из новых песен в Лос-Анджелесе. 2 мая 2006 года был включён новый материал: «Dear Universe», «Powershift», «Stilts and the Titanic» и «Superstition». Ларсон записала песню «Falling Into History», композицию из её дебютного альбома, и «Closer to Fine», кавер на песню группы Indigo Girls. В 2006 году «Stilts and the Titanic» был выпущен в качестве демоверсии на официальной странице Ларсон в Myspace.
Ларсон появилась в телесериале «Говорящая с призраками» в январе 2008 года. В том же году она также играла роль Кейт в фильме «Таннер Холл», режиссёров Франчески Грегорини и Татьяны фон Фюрстенберг. 22 октября 2008 года Ларсон объявила, что записывает мини-альбом с новым материалом, и споёт на бэк-вокале для Кэйтлин Кросби. Альбом Ларсон будет включать в себя перезаписанные версии композиций из её дебютного альбома, а также новые песни под названием «Dear Universe», «Sharpen My Nails», «Arielle», и «If All Goes Well».
С 2009 по 2011 год Ларсон играла роль Кейт Грегсон в сериале «Такая разная Тара». В 2010 году Ларсон сыграла Энви Адамс, бывшую девушку Скотта Пилигрима, в фильме «Скотт Пилигрим против всех», в котором исполнила песню «Black Sheep» вместе с группой Metric. В 2012 году Ларсон сыграла роль Молли в фильме «Мачо и ботан».
4 сентября 2015 года вышел фильм «Комната», в котором Ларсон исполнила главную роль. Эта роль принесла ей Оскар, «Золотой глобус», BAFTA и «Премию Гильдии киноактёров США» за лучшую женскую роль.
В 2015 году актриса снялась в фильме «Конг: Остров черепа» вместе с Томом Хиддлстоном и Сэмюэлом Л. Джексоном. Съёмки фильма проходили в Квинсленде, Австралия, а премьера состоялась 9 марта 2017 года (РФ).
В 2019 году на экраны вышел фильм «Капитан Марвел», в котором Ларсон сыграла главную роль.
В 2020 году Ларсон выступила продюсером и появилась в программе «The Messy Truth VR Experience». Она выиграла прайм-тайм премию «Эмми» за продюсирование шоу.

## Личная жизнь
В 2013 году Ларсон начала встречаться с Алексом Гринвальдом, музыкантом и лид-вокалистом группы Phantom Planet. В 2016 году Ларсон и Гринвальд обручились. В 2019 году они объявили, что расстаются.

## Активизм
Ларсон является активисткой за гендерное равенство и защитницей жертв сексуального насилия. Она использует свой статус знаменитости для того, чтобы говорить о политических и социальных проблемах: «Я бы рискнула всем, чтобы быть активисткой до конца своей жизни, поскольку мне кажется неправильным молчать». После выступления Леди Гаги на 88-й церемонии вручения премии «Оскар», вместе с которой на сцене появились жертвы сексуального насилия, Ларсон обняла каждую из женщин, когда они покидали сцену. На премии «Оскар» в 2017 году Ларсон вручила награду Кейси Аффлеку за лучшую мужскую роль, но в связи с ранее выдвинутыми против него обвинениями в сексуальных домогательствах, отказалась ему аплодировать; она позже отметила, что её действия всё сказали сами за себя. В 2018 году она выступила одной из основательниц движения Time’s Up, направленного на защиту женщин от домогательств и дискриминации. В том же году она стала одной из первых актрис, добавивших инклюзивный райдер в свои контракты. Её недовольство тем, что во время пресс-туров у неё берут интервью преимущественно белые мужчины, привело к бомбардировке страницы фильма «Капитан Марвел» на Rotten Tomatoes негативными отзывами ещё до выхода фильма в прокат.

## Дискография
Студийные альбомы
- Finally Out of P.E. (2005)[33]

Синглы
| Сингл            | Дата выпуска   | Альбом              | Billboard Hot 100 | Billboard Hot 100 Single Sales | Mediabase Top 40 |
| ---------------- | -------------- | ------------------- | ----------------- | ------------------------------ | ---------------- |
| «She Said»       | 11 января 2005 | Finally Out of P.E. | —                 | 31                             | 69               |
| «Life After You» | 5 июля 2005    | Finally Out of P.E. | —                 | —                              | 110              |

## Фильмография
| Год       |    | Русское название              | Оригинальное название                     | Роль                           |
| --------- | -- | ----------------------------- | ----------------------------------------- | ------------------------------ |
| 1998      | с  | Ночное шоу с Джеем Лено       | The Tonight Show with Jay Leno            | эпизод                         |
| 1998      | с  | Владеть и обладать            | To Have & to Hold                         | Лили Куинн                     |
| 1999      | с  | Прикосновение ангела          | Touched by an Angel                       | Рэйчел                         |
| 1999      | с  | Лучшие                        | Popular                                   | Робин Робин                    |
| 1999      | ф  | Специальная доставка          | Special Delivery                          | маленький ангел                |
| 2000      | тф | Шиммель                       | Schimmel                                  | Саманта                        |
| 2000      | с  | Потом появился ты             | Then Came You                             | Эллисон в детстве              |
| 2001—2002 | с  | Подрастающий отец             | Raising Dad                               | Эмили Стюарт                   |
| 2003      | тф | Звёздная трасса               | Right on Track                            | Кортни Эндерс                  |
| 2003      | с  | Королева экрана               | Hope & Faith                              | Сидни Шановски                 |
| 2004      | ф  | Из 13 в 30                    | 13 Going on 30                            | одна из «шести цыпочек»        |
| 2004      | ф  | Ночная тусовка                | Sleepover                                 | Лиз                            |
| 2005      | ф  | Мэдисон                       | Madison                                   | девочка-гонщица                |
| 2006      | ф  | Крик совы                     | Hoot                                      | Беатрис Лип                    |
| 2006      | в  | Фарс пингвинов                | Farce of the Penguins                     | пингвин                        |
| 2007      | ф  | Ошеломление                   | Remember the Daze                         | Энджи                          |
| 2008      | с  | Говорящая с призраками        | Ghost Whisperer                           | Криста Эйзенберг               |
| 2009      | ф  | Просто Пек                    | Just Peck                                 | Эмили                          |
| 2009      | ф  | Таннер Холл                   | Tanner Hall                               | Кейт                           |
| 2009      | ф  | Дом вдребезги                 | House Broken                              | Сьюзан Деккер                  |
| 2009      | с  | Бург                          | The Burg                                  | хипстер                        |
| 2009—2011 | с  | Такая разная Тара             | United States of Tara                     | Кейт Грегсон                   |
| 2010      | ф  | Гринберг                      | Greenberg                                 | Сара                           |
| 2010      | ф  | Скотт Пилигрим против всех    | Scott Pilgrim vs. the World               | Энви Адамс                     |
| 2011      | ф  | Блаженство с пятой восточной  | The Trouble with Bliss                    | Стефани Джаусски               |
| 2011      | ф  | Бастион                       | Rampart                                   | Хелен                          |
| 2011      | ф  | Лечение                       | Treatment                                 | Фрэнни                         |
| 2011      | с  | Лига                          | The League                                | Эшли                           |
| 2012      | ф  | Мачо и ботан                  | 21 Jump Street                            | Молли Трейси                   |
| 2012      | с  | Спецназ: Сан-Диего            | NTSF:SD:SUV::                             | Кэтрин                         |
| 2012      | тф | Уровень Энты                  | Entry Level                               | Лора                           |
| 2013      | ф  | Захватывающее время           | The Spectacular Now                       | Кэссиди                        |
| 2013      | ф  | Страсти Дон Жуана             | Don Jon                                   | Моника Мартелло                |
| 2013      | ф  | Короткий срок 12              | Short Term 12                             | Грейс                          |
| 2013      | с  | Шоу Кролла                    | Kroll Show                                | девушка из колледжа            |
| 2013—2014 | с  | Сообщество                    | Community                                 | Рэйчел                         |
| 2014      | ф  | Игрок                         | The Gambler                               | Эми Филлипс                    |
| 2015      | ф  | В поисках огня                | Digging for Fire                          | Макс                           |
| 2015      | ф  | Девушка без комплексов        | Trainwreck                                | Ким                            |
| 2015      | ф  | Комната                       | Room                                      | Джой «Ма» Ньюман               |
| 2016      | ф  | Перестрелка                   | Free Fire                                 | Жюстин                         |
| 2016      | ф  | Собака Уинер                  | Wiener-Dog                                | эпизод                         |
| 2017      | ф  | Конг: Остров черепа           | Kong: Skull Island                        | Мейсон Уивер                   |
| 2017      | ф  | Стеклянный замок              | The Glass Castle                          | Дженнетт Уоллс                 |
| 2017      | ф  | Магазин единорогов            | Unicorn Store                             | Кит                            |
| 2017      | ф  | Басмати блюз                  | Basmati Blues                             | Линда                          |
| 2019      | ф  | Капитан Марвел                | Captain Marvel                            | Кэрол Дэнверс / Капитан Марвел |
| 2019      | ф  | Мстители: Финал               | Avengers: Endgame                         | Кэрол Дэнверс / Капитан Марвел |
| 2019      | ф  | Между двумя папоротниками     | Between Two Ferns: The Movie              | играет саму себя               |
| 2020      | ф  | Просто помиловать             | Just Mercy                                | Ева Энсли                      |
| 2021      | ф  | Шан-Чи и легенда десяти колец | Shang-Chi and the Legend of the Ten Rings | Кэрол Дэнверс / Капитан Марвел |
| 2021      | ки | Fortnite                      | Fortnite                                  | Парадигма                      |
| 2022      | с  | Мисс Марвел                   | Ms. Marvel                                | Кэрол Дэнверс / Капитан Марвел |
| 2023      | ф  | Форсаж 10                     | Fast X                                    | Тесс                           |
| 2023      | мс | Мой питомец — псих            | HouseBroken                               | Боуи                           |
| 2023      | ф  | Капитан Марвел 2              | Marvels                                   | Кэрол Дэнверс / Капитан Марвел |
| 2023      | ас | Скотт Пилигрим жмёт на газ    | Scott Pilgrim Takes Off                   | Энви Адамс                     |
| 2023      | с  | Уроки химии                   | Lessons in Chemistry                      | Элизабет Зотт                  |

## Награды и номинации
Полный список наград и номинаций на сайте IMDb.com
| Награды и номинации            | Награды и номинации | Награды и номинации          | Награды и номинации | Награды и номинации |
| Награда                        | Год                 | Категория                    | Работа              | Результат           |
| ------------------------------ | ------------------- | ---------------------------- | ------------------- | ------------------- |
| Оскар                          | 2016                | Лучшая женская роль          | Комната             | Победа              |
| Золотой глобус                 | 2016                | Лучшая женская роль в драме  | Комната             | Победа              |
| BAFTA                          | 2016                | Восходящая звезда            |                     | Номинация           |
| BAFTA                          | 2016                | Лучшая женская роль          | Комната             | Победа              |
| Премия Гильдии киноактёров США | 2016                | Лучшая женская роль          | Комната             | Победа              |
| Независимый дух                | 2014                | Лучшая женская роль          | Короткий срок 12    | Номинация           |
| Независимый дух                | 2016                | Лучшая женская роль          | Комната             | Победа              |
| Выбор критиков                 | 2016                | Лучшая женская роль          | Комната             | Победа              |
| AACTA International Award      | 2016                | Лучшая актриса               | Комната             | Номинация           |
| Canadian Screen Awards         | 2016                | Лучшая женская роль          | Комната             | Победа              |
| Готэм                          | 2013                | Лучшая актриса               | Короткий срок 12    | Номинация           |
| Готэм                          | 2015                | Лучшая актриса               | Комната             | Победа              |
| Спутник                        | 2016                | Лучшая женская роль          | Комната             | Номинация           |
| Империя                        | 2016                | Лучшая женская роль          | Комната             | Номинация           |
| MTV Movie Awards               | 2012                | Лучшая актёрская команда     | Мачо и ботан        | Номинация           |
| MTV Movie Awards               | 2016                | Прорыв года                  | Комната             | Номинация           |
| Teen Choice Award              | 2016                | Лучшая драматическая актриса | Комната             | Номинация           |